# بوكي واترس
بوكي واترس (بالإنجليزية: Bucky Waters)‏ هو مدرب كرة سلة أمريكي، ولد في 17 ديسمبر 1935.